# Herbert Alward
Herbert Alward foi um patinador artístico austríaco, que competiu no individual masculino. Ele conquistou uma medalha de bronze em campeonatos mundiais, uma medalha de bronze em campeonatos europeus e foi vice-campeão do campeonato nacional austríaco. No Campeonato Mundial de 1939 ele competiu representando a Hungria.

## Principais resultados
| Resultados           | Resultados    | Resultados    | Resultados        | Resultados       | Resultados    | Resultados    | Resultados    | Resultados    | Resultados    | Resultados    | Resultados    | Resultados    | Resultados    | Resultados    |
| Internacional        | Internacional | Internacional | Internacional     | Internacional    | Internacional | Internacional | Internacional | Internacional | Internacional | Internacional | Internacional | Internacional | Internacional | Internacional |
| Evento/Temporada     | 1935– 1936    | 1936– 1937    | 1937– 1938        | 1938– 1939       |               |               |               |               |               |               |               |               |               |               |
| -------------------- | ------------- | ------------- | ----------------- | ---------------- | ------------- | ------------- | ------------- | ------------- | ------------- | ------------- | ------------- | ------------- | ------------- | ------------- |
| Campeonato Mundial   | 9.º           | 4.º           | Medalha de bronze | 5.º              |               |               |               |               |               |               |               |               |               |               |
| Campeonato Europeu   |               | 5.º           | Medalha de bronze |                  |               |               |               |               |               |               |               |               |               |               |
| Nacional             |               |               |                   |                  |               |               |               |               |               |               |               |               |               |               |
| Campeonato Austríaco |               |               |                   | Medalha de prata |               |               |               |               |               |               |               |               |               |               |
|                      |               |               |                   |                  |               |               |               |               |               |               |               |               |               |               |